# آلن استوارت (بازیکن فوتبال)
آلن استوارت (انگلیسی: Alan Stewart؛ ۲۴ ژوئیه ۱۹۲۲ – ۱۳ ژوئیهٔ ۲۰۰۴) بازیکن فوتبال اهل بریتانیا بود.
از باشگاه‌هایی که در آن بازی کرده‌است می‌توان به باشگاه فوتبال هادرزفیلد تاون و باشگاه فوتبال یورک سیتی اشاره کرد.